# Bloodlands
Bloodlands is een Britse politieserie van HTM Television uit 2021. Er is een eerste seizoen van vier afleveringen en een tweede van zes afleveringen. De serie werd geregisseerd door Pete Travis. Hoofdrollen worden gespeeld door James Nesbitt, Lorcan Cranitch, Lisa Dwan en Ian McElhinney.

## Verhaal
Het verhaal speelt zich grotendeels af in en rondom Belfast. De louche zakenman Pat Keenan - eertijds actief bij het IRA - wordt vermist. Al snel wordt duidelijk dat hij werd ontvoerd. Het onderzoek wordt toegewezen aan hoofdinspecteur Tom Brannick en zijn collega Niamh McGovern. Brannick vermoedt dat de man werd ontvoerd door 'Goliath'. Deze seriemoordenaar wordt gelinkt aan de verdwijning van vier personen in de late jaren 1990. Onder hen bevond zich Emma, de vrouw van Brannick die werkte bij de militaire inlichtingendienst.  Het onderzoek naar Goliath werd destijds door huidig districtscommissaris Jackie Twomey geclassificeerd na het Goedevrijdagakkoord. Daardoor is de identiteit van Goliath nooit achterhaald. 
Brannick vermoedt dat Twomey dit alles in de doofpot wilde steken, zeker omdat deze het nieuwe onderzoek lijkt te manipuleren. Verder vindt men nu in de oude dossiers een getuigenis van een vrouw die beweerde verdachte handelingen te hebben gezien aan een boom op een eiland dat zichtbaar is vanaf haar boerderij. Twomey heeft dit destijds nooit verder onderzocht. 
Brannick laat een onderzoek uitvoeren op die plek, ondanks groot protest van Twomey. Er wordt echter niets gevonden. Bij afronding van de zoektocht merkt Niamh op dat men omwille van een misinterpretatie aan de verkeerde boom heeft gezocht. Ze kan een lid van het onderzoeksteam overtuigen om een bodemscan uit te voeren ter hoogte van een andere boom. Er wordt een massagraf gevonden met de restanten van drie lijken.
Een van de drie lijken is vermoedelijk David, de broer van Adam Corry, een man die duidelijk wat te verbergen heeft voor de politie. Pat Keenan wordt in een hotelkamer gevonden, vastgeketend aan een radiator. Hij wil dat de politie de dader vindt, maar wil verder niet dat er enig onderzoek gebeurt naar zijn bedrijf of naar zijn voormalige praktijken als lid van het IRA. Omdat Brannick zich aan dit laatste niet houdt wordt zijn dochter Izzy heel even ontvoerd door de handlangers van Keenan. Later valt Keenan Brannick aan en eist dat hij hem de vrouw die hem heeft ontvoerd uitlevert, anders zal er iets voorvallen met zijn dochter.
Tori Matthews, de favoriete docente van Izzy, bekent dat haar vader in feite een priester met IRA-sympathieën was.  Hierdoor leefde ze met haar moeder afgezonderd en werd dit geheim verborgen gehouden. Haar vader verdween ook rond dezelfde tijd dat de drie anderen verdwenen, dus is ze van mening dat een van de skeletten aan hem toebehoort. Het derde skelet is dat van Joe Harkin, een niet officiële IRA-informant die destijds door Twomey in het geheim werd gebruikt en die ook in die periode verdween.
Adam Corry, die sinds zijn jonge jaren een dagboek bijhoudt van elke gebeurtenis en van elke ontmoeting, en waarin hij ook zijn eigen bevindingen omtrent de moorden neerschrijft, graaft dieper en vraagt Tom om langs te komen: hij heeft achterhaald wie Goliath is en wat zijn beweegredenen waren. Daarvoor neemt Corry Brannick mee naar het eiland waar Corry vertelt dat zijn broer en de vrouw van Tom minnaars waren en zich luidop afvraagt of Brannick zelf misschien wel Goliath is. Brannick neemt zijn pistool en schiet Corry koelbloedig neer. 
Enkele dagen later wordt het lijk van Adam Corry gevonden aan de oevers van het meer. Het lijk werd verzwaard in het meer gegooid, maar die ballast is van zijn benen afgeschoven waardoor het lijk is beginnen te drijven. Corry's aantekeningen komen in het bezit van Tori, net zoals de halsketting die op het skelet van David Corry werd aangetroffen. 
In de caravan van Twomey wordt een boek gevonden met daarin een ansichtkaart met een vingerafdruk van Corry. Twomey blijft volhouden dat hij niets met de moord te maken heeft en dat hij Corry niet kent. Niet veel later ziet hij zich evenwel verplicht het tegendeel bekennen omdat Corry destijds een lastpak was die de politieagenten in hun stamcafé opzocht om te informeren naar zijn verdwenen broer en daarbij altijd tumult veroorzaakte.
Twomey wordt niet langer als verdacht beschouwd: op het boek en de ansichtkaart na is er nergens een DNA-spoor of iets anders gevonden dat naar Corry verwijst. Daarbij komt dat een gerichter onderzoek heeft aangetoond dat er in de caravan werd ingebroken en dat iemand deze items er heeft kunnen verbergen.
Niamh vindt dat Brannick zich verdacht gedraagt en dat hij komt en gaat zonder veel uitleg. Ze ontdekt dat hij liegt over gemaakte telefoongesprekken en plaatsen waar hij onderzoek ging doen. Niamh vertelt haar twijfels omtrent Brannick aan Twomey. Deze geeft haar het telefoonnummer van iemand die nog bij hem in het krijt staat en die haar informatie zou kunnen geven over Emma Brannick. Niamh maakt een tijdlijn met daarin een overzicht van wat er in 1998 gebeurde. Dankzij Twomey's contactpersoon komt ze tot de conclusie dat de betreffende personen in een andere volgorde werden vermist dan werd aangenomen. Zo werd de vrouw van Brannick als eerste vermist, terwijl in de dossiers staat dat zij de laatste was en Brannick dat zo ook beweert. Daarbij komt aan het licht dat Brannick de dag na de verdwijning van zijn vrouw ziekteverlof vroeg voor een aandoening die hij nooit had.
Tori is geschokt wanneer ze de halsketting van Izzy ziet: een uil met aan de achterkant een ingegraveerde letter. Ze herkent het medaillon omdat er zich een dergelijk exemplaar in de nalatenschap van Adam bevond. Brannick had dit van bij haar thuis al meegenomen en nu beseft ze dat hij bewijsmateriaal heeft ontvreemd. Tori vraagt Izzy mee naar de boerderij waar ze destijds opgroeide. Wat later lokt ze Brannick naar de boerderij door hem te zeggen dat Izzy bij haar is en dat ze Izzy's halsketting herkent. Brannick vreest dat zij hem weldra zal ontmaskeren. 
Op de boerderij biecht hij op waarom hij drie moorden heeft gepleegd. Hij voegt eraan toe dat hij Emma niet heeft gedood maar haar gevraagd heeft te verdwijnen (uit zijn leven). Hij stuurt Tori naar de stal om het wapen te recupereren waarmee hij Adam Corry heeft vermoord en dat hij daar heeft verstopt. Daarop belt hij Keenan en vertelt hem dat hij de vrouw die hem ontvoerde in die stal kan ontmoeten en meldt hem waar het wapen dat naar Goliath leidt kan worden gevonden. Keenan vindt het wapen en schiet Tori dood. Daarop wordt Keenan doodgeschoten door Brannick.
Omwille van deze zet denkt de politie nu dat Keenan Goliath is en dat Brannick handelde uit wettige zelfverdediging. Het onderzoek wordt afgerond en door deze list heeft Brannick zichzelf gered.